# Селенець (притока Гадерського потоку)
Селенець (словац. Selenec) — річка в Словаччині, права притока Гадерського потоку, протікає в окрузі Мартін.
Довжина приблизно 8.0 км. Витік знаходиться в масиві Велика Фатра (геоморфологічна підодиниця Брална Фатра) — схил гори Смреков; на висоті близько 1140 метрів.
Протікає територією села Блатніца. Впадає у Гадерський потік на висоті приблизно 630—635 метрів.